# Ucar (Azerbaijão)
Ucar, também Udshary, Udzhar, Udzhara, Udzhary e Ujar, é uma cidade e a capital do rayon de Ujar do Azerbaijão.